# Pouteria polycarpa
Pouteria polycarpa là một loài thực vật có hoa trong họ Hồng xiêm. Loài này được (Rusby) Baehni miêu tả khoa học đầu tiên năm 1942.